# بلدة تشيكامينغ (ميشيغان)
تشيكامينغ (بالإنجليزية: Chikaming Township, Michigan)‏ هي بلدة تقع بولاية ميشيغان في الولايات المتحدة. تبلغ مساحتها 57.3 (كم²)، وترتفع عن سطح البحر 195 م، بلغ عدد سكانها 3100 نسمة في عام تعداد الولايات المتحدة 2010 حسب إحصاء مكتب تعداد الولايات المتحدة وتصل الكثافة السكانية فيها 54.6 نسمة/كم2.

## وصلات خارجية
- www.chikamingtownship.org
- The US50 - Cities and Towns in Michigan State
- Michigan Cities and Towns, Facts, Map, Flag, Colleges, Government, and More